# Žakanje
Žakanje és un municipi al comtat de Karlovac (Croàcia).
Dins el municipi hi ha les següents poblacions:
Breznik Žakanjski, Brihovo, Bubnjarci, Bubnjarački Brod, Donji Bukovac Žakanjski, Ertić, Gornji Bukovac Žakanjski, Jadrići, Jugovac, Jurovo, Jurovski Brod, Kohanjac, Mala Paka, Mišinci, Mošanci, Pravutina, Sela Žakanjska, Sračak, Stankovci, Velika Paka, Zaluka Lipnička, Žakanje